# Syntrichia aciphylla
Syntrichia aciphylla là một loài rêu trong họ Pottiaceae. Loài này được (Bruch & Schimp.) Jur. mô tả khoa học đầu tiên năm 1882.